# خبرة صالح
```
خَبْرَة صالح
 منطقة عراقية في 
ناحية بصية
 
بقضاء السلمان
 
بمحافظة المثنى
 
بصحراء الدبدبة
 
بالبادية العراقية
 جنوب 
العراق
.
[
1
]
[
2
]
 مساحتها كيلومتر وعشرين متراً مربعاً.
[
3
]
```